# Claude Bourgoignie

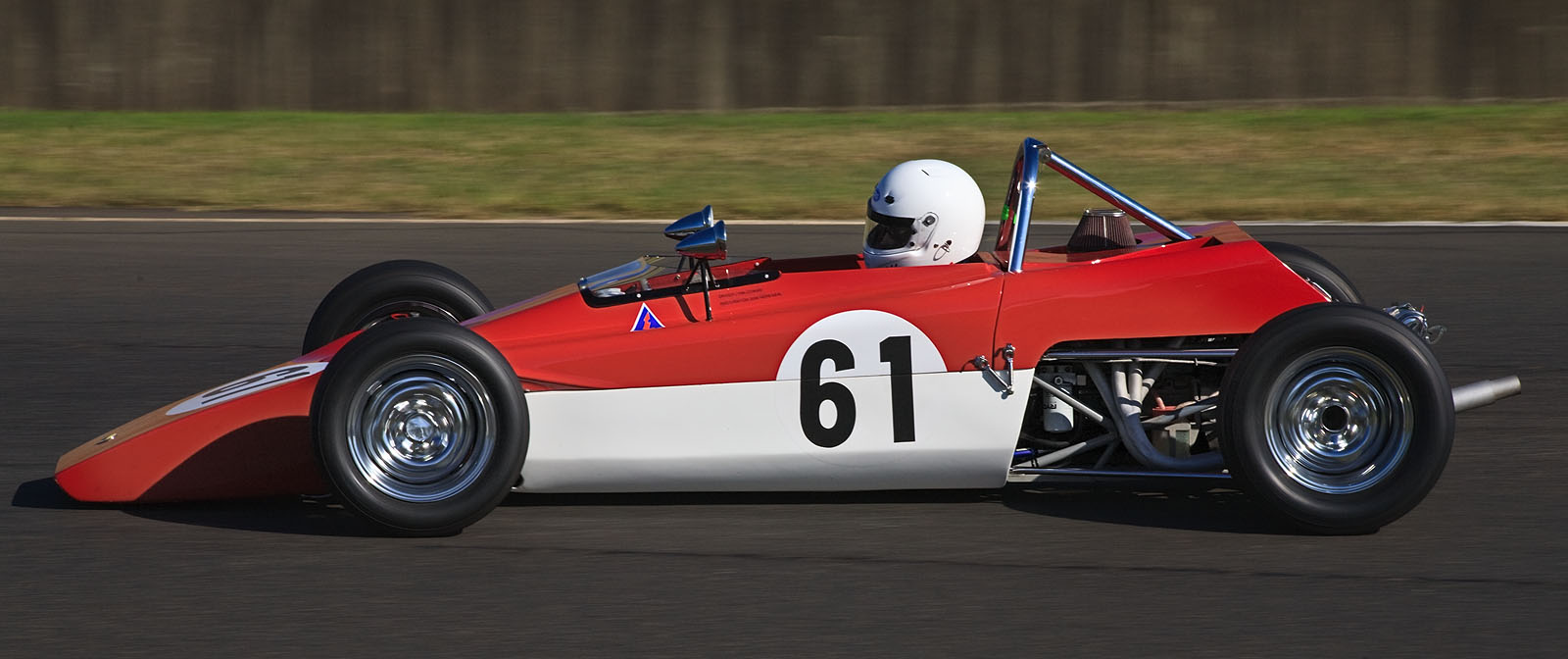
Auf einem Lotus 61 wurde Claude Bourgoignie 1969 Gesamtvierter in der europäischen Formel-Ford-Meisterschaft

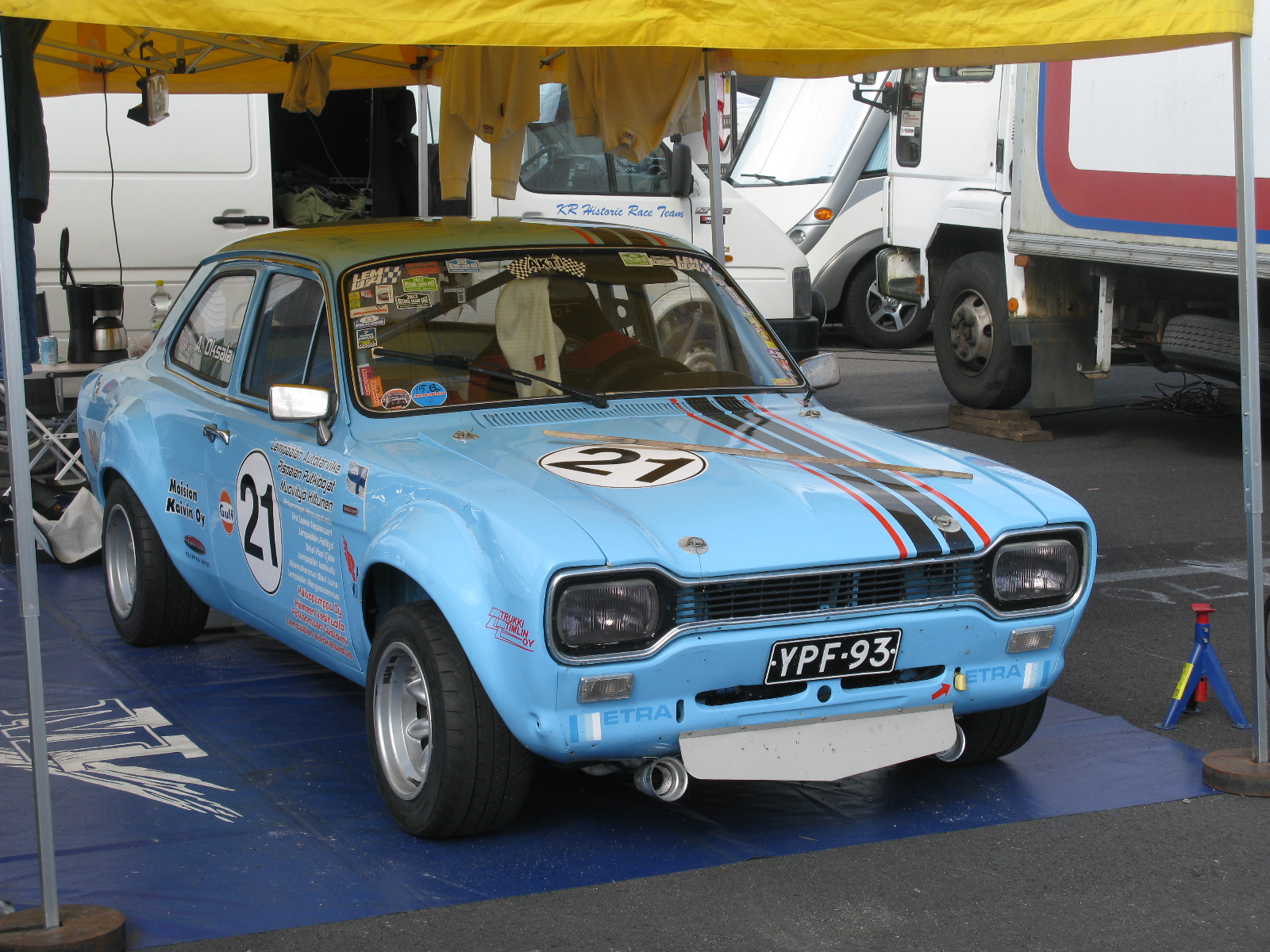
Auf einem Ford Escort RS 1600 gewann Claude Bourgoignie 1972 die Belgische Tourenwagen-Meisterschaft

Claude William Marie Bourgoignie (* 5. Mai 1945 in Brüssel) ist ein ehemaliger belgischer Autorennfahrer.

## Karriere als Rennfahrer

### Monoposto
Erste Erfolge im Monopostosport gelangen Claude Bourgoignie in der Formel Ford. In dieser Rennserie gewann er 1967 die belgische Meisterschaft. 1969 wurde er hinter Gerry Birrell, Tony Trimmer und Dave Walker Gesamtvierter im europäischen Championat. Es folgten Rennen in der Formel 3, wo er 1971 Neunter in der Endwertung der britischen Meisterschaft wurde. Bis 1975 war er in der Formel 2 aktiv. Seine letzte war auch seine beste Saison; die Europameisterschaft dieses Jahres beendete er auf einem March 752 als Gesamtsiebter (Meister Jacques Laffite).
Einmal nahm Bourgoigne an einem Formel-1-Rennen teil. 1979 fuhr er einen Surtees TS20 bei einer Veranstaltung der Aurora-AFX-Formel-1-Serie, konnte sich jedoch nicht platzieren.

### Touren- und Sportwagen
Parallel zu seinen Monoposto-Engagements bestritt Bourgoigne vom Beginn seiner Karriere weg Touren- und Sportwagenrennen. 1969 fuhr er für das Racing Team VDS eine komplette Saison in der Sportwagen-Weltmeisterschaft. Einsatzfahrzeug war ein Alfa Romeo T33/2; Teamkollege Taf Gosselin. Mit dem defektanfälligen Alfa Romeo häuften sich die Ausfälle. Nur einmal kam das Duo ins Ziel. Beim 1000-km-Rennen auf dem Nürburgring belegten die beiden Belgier den elften Endrang. Der Rückstand auf die Sieger Jo Siffert und Brian Redman im Porsche 908/02 betrug fünf Runden, was auf der langen Nordschleife des Nürburgrings mehr als 100 Kilometer waren.
In den 1970er- und 1980er-Jahren war er in den unterschiedlichsten Rennserien am Start. Er fuhr in der Tourenwagen-Europameisterschaft, der Deutschen Rennsport-Meisterschaft und bis 1991 regelmäßig das 24-Stunden-Rennen von Spa-Francorchamps.
Fünfmal war Claude Bourgoignie beim 24-Stunden-Rennen von Le Mans am Start. Sein bestes Ergebnis im Schlussklassement war der vierte Rang 1981.

## Statistik

### Le-Mans-Ergebnisse
| Jahr | Team                            | Fahrzeug           | Teamkollege      | Teamkollege       | Platzierung             | Ausfallgrund |
| ---- | ------------------------------- | ------------------ | ---------------- | ----------------- | ----------------------- | ------------ |
| 1969 | Racing Team VDS                 | Alfa Romeo TT33/2  | Gustave Gosselin |                   | Ausfall                 | Unfall       |
| 1972 | Ford Motor Company Deutschland  | Ford Capri 2600 RS | Gerry Birrell    |                   | Rang 10 und Klassensieg |              |
| 1981 | Claude Bourgoignie              | Porsche 935K3      | John Cooper      | Dudley Wood       | Rang 4 und Klassensieg  |              |
| 1982 | Charles Ivy Racing              | Porsche 935K3      | John Cooper      | Paul Smith        | Rang 8                  |              |
| 1985 | Cheetah Automobiles Switzerland | Cheetah G604       | John Cooper      | Bernard de Dryver | Ausfall                 | Unfall       |

### Einzelergebnisse in der Sportwagen-Weltmeisterschaft
| Saison | Team                             | Rennwagen                    | 1   | 2   | 3   | 4   | 5   | 6   | 7   | 8   | 9   | 10  | 11  | 12  | 13  | 14  | 15  | 16  | 17  |
| ------ | -------------------------------- | ---------------------------- | --- | --- | --- | --- | --- | --- | --- | --- | --- | --- | --- | --- | --- | --- | --- | --- | --- |
| 1969   | Racing Team VDS                  | Alfa Romeo T33               | DAY | SEB | BRH | MON | TAR | SPA | NÜR | LEM | WAT | ZEL |     |     |     |     |     |     |     |
| 1969   | Racing Team VDS                  | Alfa Romeo T33               |     |     | DNF | DNF |     |     | 11  | DNF |     | DNF |     |     |     |     |     |     |     |
| 1972   | Ford Deutschland                 | Ford Capri                   | BUA | DAY | SEB | BRH | MON | SPA | TAR | NÜR | LEM | ZEL | WAT |     |     |     |     |     |     |
| 1972   | Ford Deutschland                 | Ford Capri                   |     |     |     |     |     | 10  |     |     |     |     |     |     |     |     |     |     |     |
| 1979   | Team Willeme Kremer Racing       | BMW 3.0 CSL Porsche 935      | DAY | SEB | MUG | TAL | DIJ | RIV | SIL | NÜR | LEM | PER | DAY | WAT | SPA | BRH | ROA | VAL | ELS |
| 1979   | Team Willeme Kremer Racing       | BMW 3.0 CSL Porsche 935      |     |     |     |     |     |     |     |     |     |     |     |     | DNF | DNF |     |     |     |
| 1980   | Bastos Racing                    | Ford Capri                   | DAY | BRH | SEB | MUG | MON | RIV | SIL | NÜR | LEM | DAY | WAT | SPA | MOS | ROA | VAL | DIJ |     |
| 1980   | Bastos Racing                    | Ford Capri                   |     |     |     |     |     |     |     |     | DNF |     |     |     |     |     |     |     |     |
| 1981   | Claude Bourgoignie Bastos Racing | Porsche 935 Chevrolet Camaro | DAY | SEB | MUG | MON | RIV | SIL | NÜR | LEM | PER | DAY | WAT | SPA | MOS | ROA | BRH |     |     |
| 1981   | Claude Bourgoignie Bastos Racing | Porsche 935 Chevrolet Camaro |     |     |     |     |     |     |     | 4   |     |     |     | DNF |     |     |     |     |     |
| 1982   | Charles Ivy Racing               | Porsche 935                  | MON | SIL | NÜR | LEM | SPA | MUG | FUJ | BRH |     |     |     |     |     |     |     |     |     |
| 1982   | Charles Ivy Racing               | Porsche 935                  | 8   |     |     |     |     |     |     |     |     |     |     |     |     |     |     |     |     |
| 1985   | Cheetah Automobiles              | Cheetah G604                 | MUG | MON | SIL | LEM | HOK | MOS | SPA | BRH | FUJ | SEL |     |     |     |     |     |     |     |
| 1985   | Cheetah Automobiles              | Cheetah G604                 |     |     |     | DNF |     |     | 10  |     |     |     |     |     |     |     |     |     |     |